# Gurec
Gurec (cyr. Гурец) – wieś w Czarnogórze, w gminie Tuzi. W 2011 roku liczyła 57 mieszkańców.